# レゾナック大分コンビナート
座標: 北緯33度16分02秒 東経131度40分35秒 / 北緯33.267142度 東経131.676335度
レゾナック大分コンビナート（レゾナックおおいたコンビナート）は、大分県大分市の大分臨海工業地帯にある株式会社レゾナック（旧昭和電工株式会社）のコンビナートである。旧称昭和電工大分コンビナート。

## 概要
1969年に営業運転を開始した。九州で唯一の石油化学コンビナートである大分石油化学コンビナートの中核をなす施設である。エチレンプラントを備え、隣接するENEOS大分製油所（旧新日本石油精製大分製油所）から供給されるナフサや輸入ナフサを原料として、エチレンやプロピレンといった化学製品原料を生産している。
2008年から地球温暖化対策、競争力強化を目的とした大規模な設備改造工事を行ない、2010年5月2日に稼働開始した。この工事では既存のナフサ分解炉7基を廃棄し、最新の高効率分解炉2基を新設。改造後のエチレン生産量は67.5万トン/年となった。また、エネルギー効率が5.3%向上するとともに、CO2排出量が59,000トン/年削減された。
また、2009年3月にはカーボンナノチューブの量産設備の建設に着工し、2010年4月に操業を開始した。生産量は400トン/年。

### データ
- 所在地 - 大分県大分市大字中ノ洲2
- 敷地面積 - 664,637m2[7]

### 主な生産品
- 基礎製品
  - 水素
  - メタ
  - エチレン
  - プロピレン
  - C4留分
- 製品
  - 圧縮水素
  - アセトアルデヒド
  - 1,3-ブチレングリコール
  - 酢酸エチル
  - 酢酸ビニル
  - エチレン酢ビエマルジョン
  - アリルアルコール
  - 酢酸n-プロピル[8][9]

## 沿革
- 1969年（昭和44年）4月 - 操業開始[1]。
- 1977年（昭和52年）3月 - 増設完了。
- 1997年（平成9年）9月 - 新たな酢酸製造法である「酢酸新法」による新プラントが稼動開始。
- 2006年（平成18年）9月 - レーザービームプリンター用アルミニウムシリンダー新工場竣工。